# Anthony A. Mitchell
Anthony Albert Mitchell (geboren: Antonio Alberto Miceli) (Clearfield, 26 augustus 1918 – ?, 20 januari 2009) was een Amerikaans componist, muziekpedagoog, dirigent en klarinettist. Van 1962 tot 1968 was hij chef-dirigent van de United States Navy Band. Een van zijn broers, Russell Mitchell eveneens een klarinettist, was klarinet solist bij de United States Air Force Band en een andere broer, Gordon Mitchell, was zanger en trompettist in de US Navy Band.

## Levensloop
Mitchell was het oudste van twaalf kinderen van Siciliaanse emigranten. Zijn ouders veranderden een jaar na zijn geboorte de familienaam van Miceli in Mitchell. Op vijfjarige leeftijd begon hij het saxofoon te bespelen en al naar korte tijd speelde hij eveneens klarinet. Zijn eerste leraar was zijn vader, die ook zijn interesse in muziek wekte. Alhoewel zijn vader het beroep schilder en lakker uitoefende was hij een uitstekende musicus en was toen dirigent van het plaatselijke harmonieorkest. In 1936 werd Anthony student aan de nieuw opgerichte "Navy School of Music". Nadat hij gradueerde werd hij toegelaten als klarinettist in de US Navy Band. Hij werd in 1945 solo klarinettist in dit orkest en in het volgende jaar behaalde hij zijn Bachelor of Music aan de Catholic University of America in Washington D.C..
Hij werd dirigent van het dansorkest van de US Navy Band. Na de Tweede Wereldoorlog was hij voor een bepaalde tijd dirigent en artistiek leider van een wekelijkse televisieshow. In 1956 werd hij benoemd tot derde dirigent van de US Navy Band. Tijdens een vliegtuigramp over de Guanabara-baai met 19 leden van de strijkerssectie en de tweede dirigent Johann Harold Fultz van de US Navy Band aan bord kwamen alle leden om het leven. Meer of minder door een toeval was Mitchell niet bij de leden in het vliegtuig. Twee jaar na het verlies van deze leden werd de chef-dirigent Charles Brendler gepensioneerd. Op 26 februari 1962 werd Mitchell tot chef-dirigent van de US Navy Band in Washington D.C. benoemd. Op dezelfde dag werd door de US Navy Band de Amerikaanse astronaut John Glenn officieel welkom geheten.
In zijn tijd als dirigent speelde de Navy Band iedere dag op de Oost-trap van het Capitool, maar ook iedere maandag een avondconcert in Washington D.C.. In 1966 verzorgde hij met zijn orkest een optreden in de Carnegie Hall. Voor zijn inzet om muziek vooral aan jonge mensen over te brengen werd hij met de eredoctor bekroond door de Saint Francis University. Op 30 december 1968 ging hij met pensioen. Vervolgens werkte hij als muziekleraar aan de Francis Scott Key Junior High School in Maryland en als jurylid bij regionale en nationale muziek- en compositiewedstrijden.
Als componist is hij vooral bekend voor zijn marsen, zoals de Our Nation's Capital, de officiële mars van het District of Columbia, en de National Cultural Center March later hernoemd in John F. Kennedy Center for the Performing Arts March.

## Composities

### Werken voor harmonieorkest
- 1961 Our Nation's Capital
- National Cultural Center March - in 1964 hernoemd in: John F. Kennedy Center for the Performing Arts March
- The National Capital Parks, mars